# Oreodera triangularis
Oreodera triangularis är en skalbaggsart som beskrevs av Maria Helena M. Galileo och Martins 2007. Oreodera triangularis ingår i släktet Oreodera och familjen långhorningar. Inga underarter finns listade i Catalogue of Life.